# Deutscher Handelspreis
Der Deutsche Handelspreis wird seit 2002 jährlich vom Handelsverband Deutschland (HDE) im Rahmen des Deutschen Handelskongresses verliehen. Er wird an Unternehmen vergeben, die herausragende Managementleistungen in einem schwierigen Umfeld gezeigt haben, und zwar „für eine branchenübergreifend im Einzelhandel beispiellose Erfolgsgeschichte“ und „für eine branchenübergreifend beispielhafte Erfolgsgeschichte in einer Nische des Einzelhandels“.
Eine weitere Auszeichnung, der Lifetime Award des Deutschen Handels, wird jährlich an eine Persönlichkeit ausgezeichnet, deren Lebenswerk den deutschen Handel überragend geprägt hat.

## Preisträger

### Preisträger 2002
- DMG Superstore GmbH in der Kategorie Management-Leistung
- Globetrotter Ausrüstung Denart & Lechhart GmbH in der Kategorie Management-Leistung in einer Nische des Einzelhandels
- Erwin Conradi in der Kategorie Lifetime Award

### Preisträger 2003
- Pflanzen-Kölle Gartencenter GmbH & Co. KG in der Kategorie Management-Leistung
- Fielmann AG in der Kategorie Management-Leistung in einer Nische des Einzelhandels
- Jörn Kreke (Vorsitzender des Aufsichtsrates der Douglas Holding AG) in der Kategorie Lifetime Award

### Preisträger 2004
- Media-Saturn-Holding GmbH. in der Kategorie Management-Leistung
- Butlers - Josten Handel + Franchise GmbH & Co KG Köln in der Kategorie Management-Leistung in einer Nische des Einzelhandels
- Manfred Maus (Vorsitzender des Aufsichtsrates der Deutschen Heimwerkermarkt Holding - DHH -)in der Kategorie Lifetime Award

### Preisträger 2005
- IKEA Deutschland GmbH in der Kategorie Management-Leistung
- Butter Lindner Berlin (Feinkostkette) in der Kategorie Management-Leistung in einer Nische des Einzelhandels
- Hellmuth Wempe, Inhaber der Wempe Chronometerwerke, in der Kategorie Lifetime Award

### Preisträger 2006
- Hornbach AG in der Kategorie Management-Leistung
- Modehaus Garhammer, in der Kategorie Management-Leistung in einer Nische des Einzelhandels
- Heinz-Horst Deichmann in der Kategorie Lifetime Award

### Preisträger 2007
- dm-drogerie markt in der Kategorie Management-Leistung
- Basic AG, Bio-Supermarktkette, in der Kategorie Management-Leistung in einer Nische des Einzelhandels
- Michael Otto in der Kategorie Lifetime Award

### Preisträger 2008
- Verlagsgruppe Weltbild GmbH in der Kategorie Management-Leistung
- Foto-Video Sauter GmbH in der Kategorie Management-Leistung in einer Nische des Einzelhandels
- Die Kategorie Lifetime Award blieb unbesetzt

### Preisträger 2009
- C&A Mode KG, Düsseldorf, in der Kategorie „Managementleistung Filialisierte Großbetriebe“
- Stadt-Parfümerie Pieper GmbH, Herne in der Kategorie „Managementleistung Mittelstand“
- Ludwig Görtz, Hamburg, für den „Lifetime Award“

### Preisträger 2010
- Frischecenter Zurheide KG, Bottrop, in der Kategorie „Managementleistung Mittelstand“
- Fressnapf Tiernahrungs GmbH in der Kategorie „Managementleistung Filialisierte Großbetriebe“
- Götz Werner, dm-Gründer, für den „Lifetime Award“

### Preisträger 2011
- Avenso AG (LUMAS) Kategorie „Managementleistung Mittelstand“
- EDEKA in der Kategorie „Managementleistung Filialisierte Großbetriebe“
- Karl Albrecht und posthum Theodor Paul Albrecht, Aldi-Gründer, für den „Lifetime Award“

### Preisträger 2012
- Günther Fielmann, Lifetime Award
- Deichmann in der Kategorie „Managementleistung Filialisierte Großbetriebe“
- Modehaus Lengerman & Trieschmann, Osnabrück (L+T) in der  Kategorie „Managementleistung Mittelstand“

### Preisträger 2013
- Thomas Busch aus Solingen in der Kategorie „Lifetime Award“
- Musikhaus Thomann aus Burgebrach in der Kategorie „Managementleistung Mittelstand“

### Preisträger 2014
- LODEN-FREY Verkaufshaus GmbH & Co. KG aus München in der Kategorie „Managementleistung Mittelstand“
- Michael Otto | Otto Group in der Kategorie „Managementleistung Filialisierte Großbetriebe“
- Peter Pohlmann, POCO Domäne-Gründer, für den „Lifetime Award“

### Preisträger 2015
- Aktiv-Schuh Handelsgesellschaft, Berlin, in der Kategorie „Managementleistung Mittelstand“
- Gebr. Heinemann SE & Co. KG, Hamburg, in der Kategorie „Managementleistung Großunternehmen“
- Lovro Mandac, langjähriger Vorsitzender der Geschäftsführung von Galeria Kaufhof, für den „Lifetime Award“

### Preisträger 2016
- Mytheresa.com, Luxusmode-Onlinestore, in der Kategorie „Managementleistung Mittelstand“
- Conrad Electronic in der Kategorie „Managementleistung Großunternehmen“
- Friedhelm Dornseifer, Inhaber von Dornseifer Frischemarkt, Wenden, für den „Lifetime Award“[1]

### Preisträger 2017
- Dennree-Gruppe, Töpen, in der Kategorie „Managementleistung Mittelstand“
- Ernsting’s family in der Kategorie „Managementleistung Großunternehmen“
- Gerd Pieper, ehemaliger Geschäftsführer der Stadt-Parfümerie Pieper für den „Lifetime Award“[2]

### Preisträger 2018
- Dehner Gartencenter, Rain am Lech, in der Kategorie „Managementleistung Mittelstand“
- Aldi in der Kategorie „Managementleistung Großunternehmen“
- Evi Brandl, Inhaberin von Etienne Aigner und Vinzenzmurr, für den „Lifetime Award“[3]

### Preisträger 2019
- Schuhhaus Hch. Zumnorde GmbH & Co. KG, Münster, in der Kategorie „Managementleistung Mittelstand“
- Lidl, in der Kategorie „Managementleistung Großunternehmen“
- Thomas Bruch, Inhaber der Globus-Gruppe, für den „Lifetime Award“[4]

### Preisträger 2021
- „Aufgrund der [derzeitigen] schwierigen Lage im Nichtlebensmitteleinzelhandel beschloss die Jury, die beim Handelspreis traditionell übliche Auszeichnung von Unternehmen in den Kategorien Mittelstand und Großbetriebe nicht vorzunehmen und stattdessen stellvertretend für die gesamte Branche Händlerinnen und Händler auszuzeichnen, die sich in dieser Pandemie mit besonderen Aktionen und Maßnahmen hervorgetan haben. Der deutsche Handelspreis würdigt damit die herausragenden Leistungen der drei Preisträger bei der Transformation des Geschäftsmodells, bei der Öffnung neuer Vertriebsmodelle, bei der Neustrukturierung der Prozesse und bei der zielgerichteten Kundenausrichtung. Die Wahl der Jury fiel hier auf Männer-Mode-Haus WAHL in Ertingen, Fräulein Mode und Wohnen in Meerbusch sowie auf die Potteery in Hattingen.“[5]
- Albrecht Hornbach, Inhaber der gleichnamigen Baumarktkette Hornbach, in der Kategorie „Lifetime Award“[5]

### Preisträger 2022
- Erwin Müller Versandhaus GmbH, in der Kategorie „Mittelstand“
- Zalando, in der Kategorie „Großunternehmen“
- Josef Sanktjohanser, Unternehmer und langjähriger Präsident des Handelsverband Deutschland, in der Kategorie „Lifetime Award“[6]

### Preisträger 2023
- Breuninger, in der Kategorie „Mittelstand“
- Rewe Group, in der Kategorie „Großunternehmen“
- Dieter Schwarz in der Kategorie „Lifetime Award“

### Preisträger 2024
Der Deutsche Handelspreis 2024 wird im Rahmen des Handelskongress Deutschland bei der Abendgala am 13. November 2024 in Berlin verliehen.

## Belege
1. ↑  Das war der Deutsche Handelskongress 2016. In: www.ifhkoeln.de. Abgerufen am 6. September 2021.
2. ↑  Kurzweilig ausgezeichnet. In: www.handelsjournal.de. 19. Dezember 2017, abgerufen am 6. September 2021.
3. ↑  Deutscher Handelspreis für Aldi und Aigner-Eigentümerin. In: www.textilwirtschaft.de. 16. November 2018, abgerufen am 6. September 2021.
4. ↑  Deutscher Handelsverband vergibt die deutschen Handelspreise 2019. In: lebensmittelpraxis.de. 21. November 2019, abgerufen am 6. September 2021.
5. 1 2  Deutsche Handelspreise: Albrecht Hornbach erhält Lifetime-Award – Auszeichnung für Mode-Haus Wahl, Fräulein Mode und Wohnen sowie Potteery – Handelsverband Deutschland (HDE). Abgerufen am 12. März 2024.
6. ↑  Deutsche Handelspreise für Erwin Müller, Zalando und Josef Sanktjohanser – Handelsverband Deutschland (HDE). Abgerufen am 12. März 2024.